# Royaume viking d'York
866–954
Entités précédentes :
- Northumbrie

Entités suivantes :
- Royaume d'Angleterre

Le royaume viking d'York existe entre 866 et 954. Des Vikings originaires du Danemark établissent un potentat coupant en deux l'île de Bretagne, la future Grande-Bretagne, avec pour capitale York, ville qu'ils appellent Jórvík après l'avoir investie. La région autour de cette ville est appelée le Danelaw, terme qui s'applique aussi à la juridiction mise en place par les Danois jusqu'à la seconde moitié du Xe siècle.

## Histoire

### Origines (866-876)
En 865, une importante force danoise appelée la « Grande Armée », débarque en Est-Anglie et se fait octroyer un tribut. L'armée remonte vers le nord et profite d'une guerre civile en Northumbrie pour prendre la ville d'York en novembre 866. Malgré leur alliance, les deux candidats rivaux au trône de Northumbrie, Osberht et Ælle, échouent à reprendre la ville en mars 867 et, avec leurs morts, le royaume de Deira tombe sous le contrôle des Vikings.
En 867, les Vikings tentent d'occuper la Mercie. Assiégés à Nottingham, ils sont contraints de se replier dans York. En 869, ils effectuent un raid en Est-Anglie, tuent le roi Edmond et annexent le royaume. La même année, leurs tentatives contre la Mercie et le Wessex se révèlent infructueuses face à la résistance des rois Æthelred et Alfred le Grand. La Mercie est finalement prise en 873.

### 876-918
Depuis 866, les Vikings dirigeaient leur royaume au travers de rois fantoches lorsque l'un des chefs de la « Grande Armée », Halfdan monte sur le trône en 876. Il initie alors le projet d'unifier les royaumes d'York et de Dublin, mais meurt en 877.
En 910, la mort d'Eowils et Halfdan à la bataille de Tettenhall a pour conséquence la fragilisation du royaume qui est occupé en 918 par les troupes saxonnes de Wessex et de Mercie. La même faiblesse du pouvoir permet à Rognvald, un aventurier d'origine norroise-irlandaise, de prendre le trône.

### 919-954
En 927, le roi anglais Æthelstan parvient à chasser les Vikings. Dix ans plus tard, Olaf Gothfrithson tente de reprendre York en s'alliant aux Écossais et aux Bretons du Strathclyde. Cette coalition est défaite à la bataille de Brunanburh. Seul le décès d'Æthelstan, en 939, permet à Olaf de reprendre York et d'assujettir la Northumbrie et les Cinq Bourgs du Danelaw.
En 944, le roi anglais Edmond, demi-frère et successeur d'Æthelstan, reprend York. Éric à la Hache sanglante, roi de Norvège exilé, s'empare de la ville en 948, mais il meurt dans une embuscade en 954, ce qui met définitivement fin au royaume viking d'York.

## Liste des rois d'York
- 866-873 : Ivar Ragnarsson
- 873-877 : Halfdan Ragnarsson
- 877-883 : gouvernement par Eadulf de Bamburgh
- 883-895 : Gothfrith
- 895-899 : Sigfrith
- 899-900 : Knut
- 899-902 : Æthelwold
- 902-910 : Eowils et Halfdan (rois associés)
- 910-921 : Rognvald Ier
- 921-927 : Sigtryggr Caoch (roi de Dublin depuis 917)
- 927-927 : Gudfridr II (roi de Dublin depuis 920)
- 927-939 : Æthelstan (roi du Wessex depuis 924)
- 939-941 : Olaf Gothfrithson (roi de Dublin depuis 934)
- 941-943 : Olaf Kvaran (roi de Dublin en 945, expulsé)
- 943-944 : Rognvald Gudfirdsson
- 944-944 : Olaf II Kvaran (restauré)
- 944-946 : Edmond (roi du Wessex depuis 939)
- 946-948 : Eadred (roi du Wessex de 946 à 955)
- 948-948 : Éric à la hache sanglante (roi de Norvège de 930 à 936, expulsé)
- 949-952 : Olaf II Kvaran (restauré à nouveau)
- 952-954 : Éric à la hache sanglante (restauré)